# Lars Andersson (Schriftsteller)

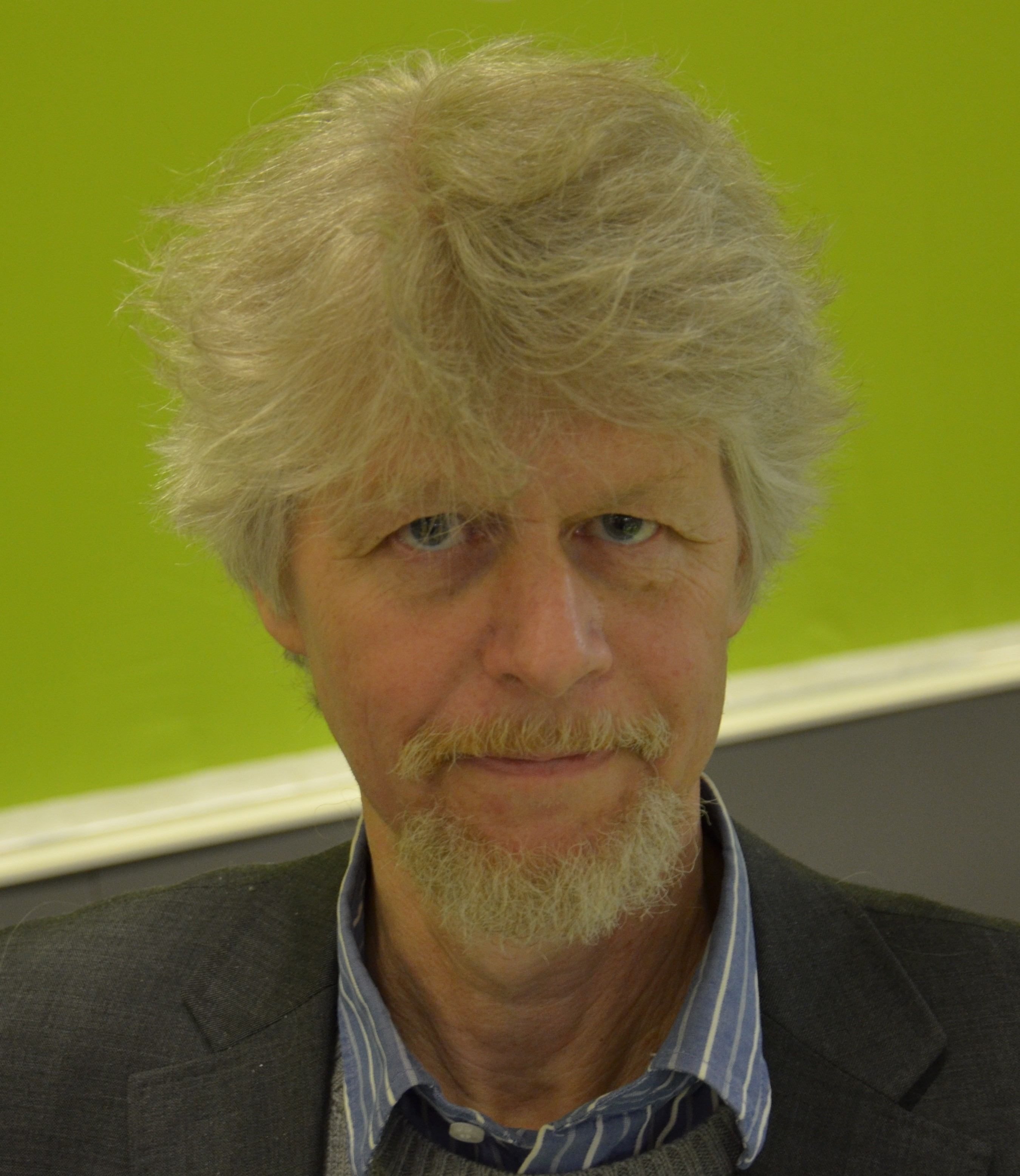
Lars Andersson
Photo: Bengt Oberger

Lars Andersson (* 1954 in Karlskoga) ist ein schwedischer Schriftsteller und Übersetzer.

## Leben
Andersson beendete 1976 medizinische Studien und plante Psychiater zu werden. Er debütierte bereits 19-jährig mit dem Roman Brandlyra. Von einigen Kritikern wurde nicht erwartet, dass ein so reifes Werk von einem Jugendlichen geschrieben worden war. Der öffentliche Durchbruch erfolgte mit dem Roman Schneelicht von 1979. Er erschien in mehreren Auflagen und wurde in viele Sprachen übersetzt. Andersson wurde damit ab 1980 Berufsschriftsteller. Der Eistaucher von 1982 festigte seine Position als einer der wichtigsten jungen schwedischen Schriftsteller. Dieses Werk ist Teil einer Trilogie, die im Weiteren aus den Romanen Vattenorgeln (Die Wasserorgel) und Vägen till Gondwana (Der Weg nach Gondwana) besteht. Letzteres Buch schildert in fiktiver Form die Reise des jungen Harry Martinson durch Indien. Andersson interessierte sich für jüdische Mystik und die moderne Geschichte Indiens. Er bezeichnet sich selbst als religiösen Sozialisten. Als Kritiker seine Werke der Postmoderne zuordneten, entgegnete er:

„Seit die sozialistische Utopie ins schlechte Licht gerückt ist, bezeichnen wir alles als post-irgendwas. Es scheint so, als ob wir die Zukunft abgeschrieben hätten. Wir befinden uns nicht post-allem. Die Geschichte ist ein Entwicklungsprozess. Ich weigere mich hartnäckig, eine solche Auffassung abzulegen.“

Er veröffentlichte auch eine Anzahl hoch geschätzter Essaysammlungen. Einige seiner besten Essays finden sich in dem Buch Fylgja. Eine Reihe seiner Romane sind in Värmland angesiedelt und befassen sich mit der Welt der Gegenwart und der Vergangenheit. Sie enthalten nicht selten Elemente von Essays, Reportagen oder Märchen.
Von 1994 bis 1995 war Andersson als Kulturchef bei der Zeitung Göteborgs-Tidningen tätig, arbeitete bei den Zeitungen Dagens Nyheter, Expressen und Aftonbladet mit und war Redakteur der Zeitschrift Vår Lösen. 
Als Übersetzer beschäftigte er sich mit skandinavischer Literatur und übertrug unter anderem
Kjell Madsen, Edvard Hoem und Arne Garborg ins Schwedische.

## Werke
| - Brandlyra, 1974 - Vi lever våra spel, 1976 - Gleipner, 1977 - Schneelicht (schwed. Snöljus), 1979, ISBN 3-379-00253-4 - Försöksgrupp, 1980 - Mossbilder (zusammen mit Öivind Harsem), 1982 - Der Eistaucher (schwed. Bikungskupan), 1982, ISBN 3-446-13838-2 - Väderstreck, 1983 - Från pråmkanalen och blankeberget, 1984 - Begynnelsebokstäver, 1984 - Löv till läkedom, 1986 - Pestkungens legend, 1988 - Kattfiske och annat, 1989 | - Jorsalafärder. Ett reportage 1984–91, 1991 - Vattenorgeln, 1993 - Skuggbilderna, 1995 - Platsens ande. En bok om Tage Aurell, 1995 - Artemis, 1995, ISBN 3-442-72229-2 - Jag, Herulen. En värmländsk historia (zusammen mit Tomas Andersson), 1998 - Kievs vår, 1998 - Kavita, 2001 - Berget, 2002 - Vägen till Gondwana, 2004 - Fylgja, 2004 - Vattnets bok, 2005 - Ljus från ingenstans, 2009 |

## Preise und Auszeichnungen
- Literaturpreis der Zeitung Aftonbladet 1977
- Literaturpreis der Zeitung Svenska Dagbladet 1982 für Bikungskupan
- Mårbacka-Preis 1984
- Esseltes Literaturpreis 1988
- Literaturpreis der Selma-Lagerlöf-Stiftung 1990
- Gun und Olof Engqvists Stipendium 1990
- Literaturpreis der Zeitung Göteborgs-Posten 1993
- Läkerols Kulturpreis 1994
- Romanpreis des Schwedischen Radios 1994 für Vattenorgeln
- Großer Preis der Samfundet De Nio 1996
- Axel-Hirsch-Preis 1996 (von der Svenska Akademien)
- Bestes Buch Värmlands 1998 für Jag, Herulen
- Värmlands Schriftsteller des Jahres 2007
- Ivar Lo-Johanssons Persönlicher Preis 2009
- Dobloug-Preis 2020